# Pierre Pellegrin
Pierre Pellegrin, né en 1944, est un philosophe français, chercheur au CNRS, spécialiste d'Aristote.

## Biographie
Pierre Pellegrin nait en 1944.
Spécialiste d'Aristote, il étudie tout particulièrement ses écrits sur la biologie et sur la philosophie politique. Chargé de recherches CNRS au Centre de recherche sur la pensée antique, il soutient en 1988 une thèse d'État en lettres intitulée Biologie et politique chez Aristote. Devenu directeur de recherches au CNRS, il dirige en 2005 le Centre d'histoire des sciences et des philosophies arabes et médiévales. Il enseigne dans plusieurs universités américaines : à l'université de Rutgers comme professeur invité dans les années 1990 et 2000 ou à l'université Rice en 2006-2007.
Il se lance en 1990, avec Les Politiques, dans une édition des œuvres complètes d'Aristote, avec traductions nouvelles, publiées chez Flammarion, qui se terminera en 2014. Il a aussi traduit plusieurs ouvrages du grec ancien. Le livre III de son édition des Esquisses pyrrhoniennes de Sextus Empiricus est au programme de l'oral de l'agrégation de philosophie en 2012. Il a aussi collaboré à l'ouvrage Généalogie de l'Europe, atlas de la civilisation occidentale, sous la direction de Pierre Lamaison.
Un colloque international est organisé en son honneur en juin 2010 à l'université Panthéon-Sorbonne. Les actes sont publiés en 2014 sous la direction de Cristina Cerami aux éditions Peeters sous le titre Nature et sagesse : les rapports entre physique et métaphysique dans la tradition aristotélicienne.
Plusieurs de ses ouvrages ont été traduits en anglais, La classification des animaux chez Aristote, L'Excellence menacée : Sur la philosophie politique d'Aristote et Des animaux dans le monde. Cinq questions sur la biologie d'Aristote. Ce dernier ouvrage, publié chez CNRS éditions, lui vaut en 2023 le prix François-Millepierres.

## Œuvres

### Auteur
Aristote, édition que sais-je? , 2022
- Des animaux dans le monde - Cinq questions sur la biologie d'Aristote, CNRS éditions, Collection Philosophie/Religion/Histoire des idées, 2022
- L'Excellence menacée : Sur la philosophie politique d'Aristote, Classiques Garnier, collection Les Anciens et les Modernes - Études de philosophie, 2017
- Avec Michel Crubellier, Aristote, le philosophe et les savoirs, éditions du Seuil,  (ISBN 978-2-02-033388-7), 2002
- Le Vocabulaire d'Aristote, Ellipses,  (ISBN 978-2-7298-0454-1), 2001
- La Classification des animaux chez Aristote, statut de la biologie et unité de l'aristotélisme, Les Belles Lettres,  (ISBN 978-2-251-32621-4), 1982

### Traducteur
- La Vie heureuse, Sénèque, Flammarion,  (ISBN 978-2-08-071244-8), 2005
- Avec Jacques Brunschwig, Les philosophes hellénistiques, Flammarion,  (ISBN 978-2-08-070641-6) 2001
- Physique, Aristote, Flammarion,  (ISBN 978-2-08-070887-8), 2000
- Traités philosophiques et logiques, Claude Galien, Flammarion,  (ISBN 978-2-08-070880-9), 1998
- Esquisses pyrrhoniennes, Sextus Empiricus, Paris, Seuil,  (ISBN 2020262983), 1997
- Les Politiques, Aristote, Flammarion,  (ISBN 978-2-08-070490-0), 1990
- La Politique, livre I, Aristote, Nathan,  (ISBN 978-2-09-175874-9), 1990

### Directeur de publication
- Contre les professeurs, Sextus Empiricus, Éditions du Seuil
- (fr) Pierre Pellegrin (dir.) (trad. du grec ancien), Aristote : Œuvres complètes, Paris, Éditions Flammarion, 2014, 2923 p. (ISBN 978-2-08-127316-0)

### Préfacier
- Sigmund Freud (trad. Dorian Astor), Le Malaise dans la culture, GF Flammarion, 2010
- Sigmund Freud (trad. Dorian Astor), L'avenir d'une illusion, GF Flammarion, 2020
- (la) Cicéron (trad. du latin par José Kany-Turpin), Les Académiques, Paris, Flammarion, 2010, 352 p. (ISBN 978-2-08-122402-5)
- Les Grands Livres d'éthique, la grande morale, Aristote, Arléa
- De l'art médical, Hippocrate, Librairie générale française

### Contributeur
- Le Savoir grec. Dictionnaire critique, Jacques Brunschwig, Geoffrey Lloyd, Flammarion, 1996